# Chelsy Davy

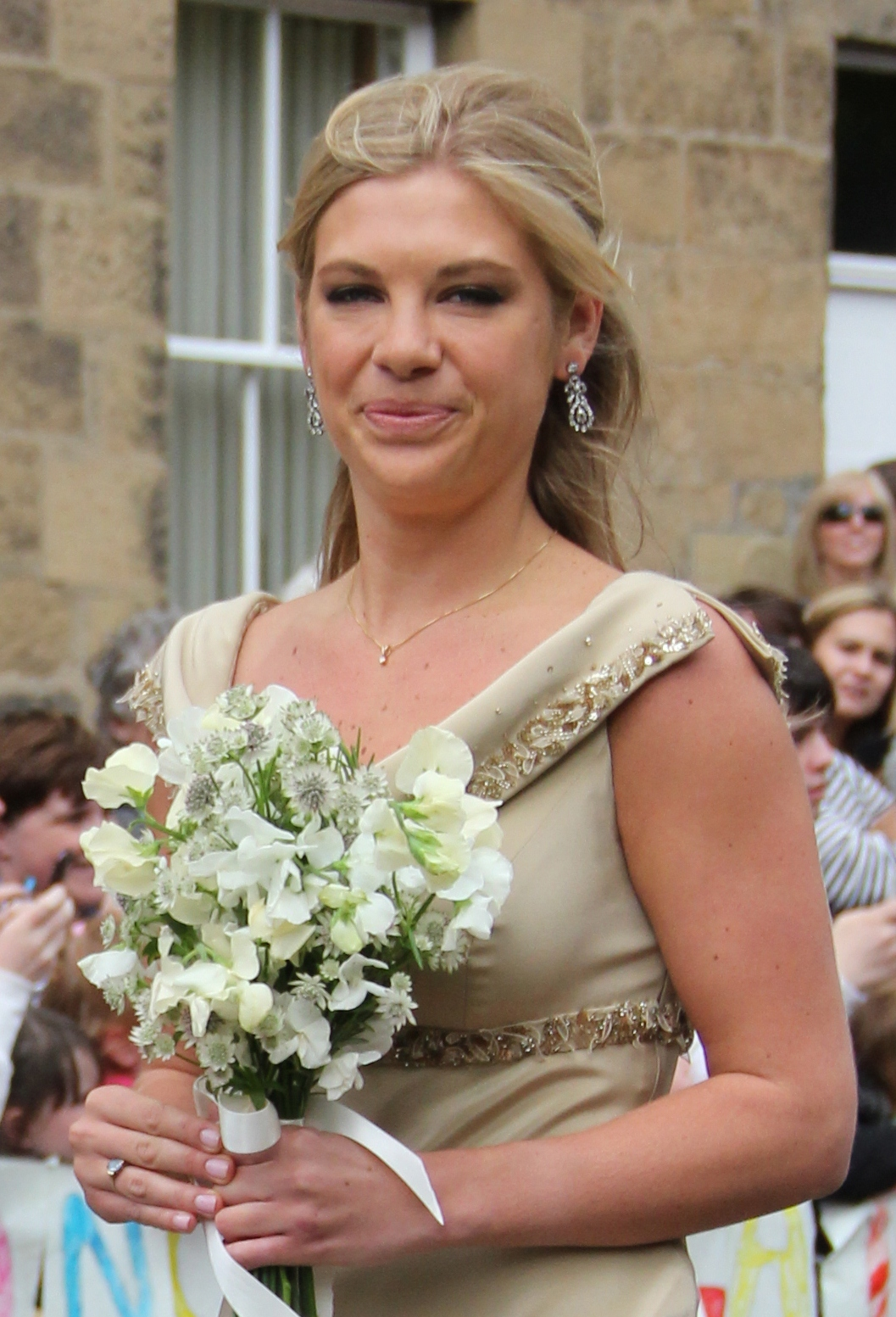
Chelsy Davy (2013)

Chelsy Yvonne Davy (* 13. Oktober 1985 in Bulawayo) ist eine simbabwische Unternehmerin und Wirtschaftswissenschaftlerin, Juristin und Gemmologin. Sie war von 2004 bis 2011 mit Prinz Harry liiert.

## Leben
Davy wuchs in ihrer Heimat Simbabwe auf und hat einen jüngeren Bruder. Sie ist die Tochter von Beverley Donald (* 1959), einem rhodesischen Model, und Charles Davy (* 1952), einem südafrikanischen Farmer. Ihr Vater, der Safaris organisiert, wurde mehrfach für seine geschäftlichen Verbindungen zur Regierung von Präsident Robert Mugabe kritisiert.
Davy besuchte das Bulawayo Girls College, das Cheltenham College in Gloucestershire und die Stowe School in Buckinghamshire. Zusammen mit ihrem Bruder besuchte sie nach ihrem Schulabschluss die Universität Kapstadt in Südafrika und schloss ihr Studium 2006 mit einem Abschluss in Wirtschaftswissenschaften ab. 2007 bis 2009 studierte sie des Weiteren in einem Postgraduiertenstudiengang Rechtswissenschaft an der Universität Leeds, absolvierte währenddessen im Dezember 2008 ein Praktikum in einer Anwaltskanzlei in London, und schloss mit einem Diplom ab. Von 2009 bis 2010 machte sie ein Sabbatical. Ab September 2010 absolvierte sie ein zweijähriges Traineeprogramm der Londoner Anwaltskanzlei Allen & Overy. Des Weiteren absolvierte sie ein drittes Studium in Gemmologie am Gemological Institute of America.
Seit Juni 2016 ist Davy als Inhaberin und Schmuckdesignerin der von ihr gegründeten Schmuckfirma AYA in London tätig, die aus Edelsteinen des afrikanischen Kontinents mit Techniken afrikanischen Handwerks Schmuck herstellt. Die Firma unterstützt Bau und Entwicklung von Schulen in Gemeinden, die die Edelsteinminen in Afrika umgeben, und kooperiert mit dem Zambia Wild Wildlife Trust und der Frauengesundheitsorganisation Mabel-Sustainable Feminine Care. Im Mai 2022 wurde bekannt, dass sie fernab der Öffentlichkeit den Hotelier Sam Cutmore-Scott geheiratet und im Januar ein Kind bekommen hatte.

## Beziehung zu Prinz Harry
Die Beziehung von Chelsy Davy und Prinz Harry wurde im November 2004 bekannt, als sie einen gemeinsamen Urlaub auf einer Ranch in Argentinien verbrachten. Zu diesem Zeitpunkt sollen sie bereits seit acht Monaten ein Paar gewesen sein. Kennengelernt hatten sie sich, als Davy in England ein Internat besuchte. Im Dezember 2004 wurden Davy und Prinz Harry auf der Insel Bazaruto in Mosambik erstmals gemeinsam fotografiert. Laut Medienberichten beendete Davy die Beziehung im Januar 2009. Ab September 2009 häuften sich Gerüchte, dass der Prinz und Davy ihre Beziehung wieder aufleben ließen.
Im Mai 2010 begleitete Davy den Prinzen auf die Feier zum Abschluss seiner Ausbildung bei den britischen Heeresfliegern. Kurz darauf, im Juni 2010, trennten sich Davy und Prinz Harry erneut. Nach verschiedenen Pressemeldungen wollte Davy in ihre Heimat Simbabwe zurückkehren. Am 29. April 2011 nahm sie als Begleiterin von Prinz Harry an der Hochzeit von Prinz William und Catherine Middleton teil. Im Mai 2018 war sie als Gast bei der Hochzeit von Prinz Harry und Meghan Markle.